# Walter Giannini
Walter Giannini (* 11. April 1914 in Mainz; † 9. April 2003 in Zollikon) war ein Angestellter der Kinderhilfe des Schweizerischen Roten Kreuzes (SRK) und hat im Juli 1943 mit seiner späteren Ehefrau Emma Giannini-Aeppli zwei belgisch-jüdischen Mädchen vom Kinderheim in Faverges zur Flucht über die Schweizer Grenze verholfen. Am 15. Februar 2001 erhielt das Ehepaar den Ehrentitel Gerechte unter den Völkern des Holocaust Remembrance Center Yad Vashem.

## Leben
Die Familie Giannini stammt ursprünglich aus dem oberen Leventina (TI), floh jedoch, aufgrund einer Hungersnot, nach Brüssel und später nach Mainz. Am 11. April 1914 kam Walter Giannini, als mittlerer Sohn von fünf Kindern, zur Welt. Seine Mutter Cäcilie Giannini war Pianistin von Beruf, sein Vater Paul Giannini arbeitete als Kaufmann. Mit 14 Jahren erhielt Walter, wegen seiner musikalischen Begabung, eine Freistelle (vgl. Stipendium) an der städtischen Musikhochschule in Mainz. Als berufliche Nebenbeschäftigung betätigte er sich zusätzlich in der Statisterie und in einem Bewegungschor des Mainzer Stadttheaters. In seiner Jugend wurde Walter Giannini mit dem Niedergang der Weimarer Republik und dem Übergang in das nationalsozialistische Deutschland konfrontiert. In dieser für ihn sehr prägenden Zeit wurde er politisiert und trat den Wandervögeln bei. Um sich gegen die Ideologie der Nazis aufzulehnen, wurde er Mitglied der Arbeiterjugend, besuchte Versammlungen der Kommunisten und unterstützte die Freireligiöse Bewegung sowie die Guttempler. Er erlernte die Plansprache Esperanto.
Im März 1931 emigrierte der Leiter der Musikhochschule in Mainz nach London und Walter verlor seinen Studienplatz. Er musste sich neu orientieren. Durch sein Interesse an alternativ geführter Landwirtschaft arbeitete er in der Obst- und Gartenbausiedlung in Donzdorf. Ein Jahr später betreute er mit seinem Wissen Obstpflanzungen in Mainz. Mit der Machtergreifung Hitlers begann er an Demonstrationen teilzunehmen, regimekritische Plakate aufzukleben und Zeitungsartikel zu verfassen. Wegen eines «heimtückischen Angriffs gegen die Reichsregierung im Ausland» – Walter hat einen angeblich rufschädigenden, wirtschaftswissenschaftlichen Artikel für eine Schweizer Zeitung verfasst, wurde er zu einer Gefängnisstrafe verurteilt. Sein Vater konnte ihn mit Hilfe eines Anwalts nach drei Monaten wieder rausholen. Walter Giannini hatte nie auf die Schweizer Staatsbürgerschaft verzichtet und fand deshalb Zuflucht in der Schweiz.
In Maur am Greifensee fand Walter eine Arbeit auf einem Bauernhof. Nach Ausbruch des Zweiten Weltkrieges diente Walter in der Schweizer Armee. Wegen Befehlsverweigerung wurde er wiederum ins Gefängnis geschickt. Danach erhielt Walter eine Stelle als Lernpfleger in der «Schweizerischen Anstalt für Epileptische». Dort lernte er seine spätere Ehefrau Emma Giannini-Aeppli kennen.
Zusammen mit seiner damaligen Lebensgefährtin entschied er, sich für die SRK Kinderhilfe in Frankreich zu engagieren. Im Juli 1943 halfen Walter Giannini und Emma Aeppli den zwei Mädchen Berthe Silber und Rosa Spiegel über die Schweizer Grenze.  Für seine Hilfeleistung in Faverges musste Walter eine Dienstfreistellung erwirken.
Am 14. August 1943 heirateten Walter Giannini und Emma Giannini-Aeppli. Zusammen hatten sie vier Kinder. Nach dem Krieg entdeckte Walter Giannini seine Leidenschaft für die Musik wieder. 1945 schloss er das Studium am Musikkonservatorium in Zürich erfolgreich ab. Die Blockflöte wurde zu seinem Hauptfach. Er wurde Musiklehrer am Konservatorium, dirigierte Gesangschöre und spielte das Waldhorn in verschiedenen Orchestern.
Walter Giannini war Mitgründer der Schweizerischen Arbeitsgemeinschaft für Jugendmusik und Musikerziehung. Er übernahm bis zu seiner Pension zahlreiche organisatorische Tätigkeiten. Einem Kirchenchor und seinem Blockflötenchor blieb er noch lange nach seiner Pension treu. 1987 starb seine Frau Emma Giannini-Aeppli.
Erst am 15. Februar 2001 wurden Walter Giannini und Emma Giannini-Aeppli für die Rettung zweier jüdischer Kinder geehrt.
Am 9. April 2003 starb Walter an einem Herzinfarkt.

## Die Rettung
Im Juli 1943 verließen Berthe Silber und Rose Spiegel – sie waren die letzten jüdischen Kinder im Kinderheim in Faverges – das Kinderheim unter der Annahme, sie würden ein anderes Kinderheim besuchen. Walter Giannini und die schwangere Emma Giannini-Aeppli – sie wollte ihr Kind in der Schweiz gebären – begleiteten die beiden Mädchen. Sie reisten erst mit dem Bus nach Annecy, wo sie dann mit dem Zug nach Annemasse fuhren. Zu Fuss näherten sie sich der Schweizer Grenze bei Genf. Ein italienischer Grenzwächter, der auf die Flüchtlinge aufmerksam wurde, liess die Vier nach einem kurzen Wortwechsel mit Walter Giannini die Reise fortsetzen. Sie folgten dem Grenzzaun, bis sich Walter Giannini bückte und einen Draht hob, damit die zwei Mädchen durchkriechen konnten. Walter Giannini und Emma Giannini-Aeppli forderten die Mädchen auf, in Richtung eines nahen Hügels zu rennen. Sie versprachen Berthe Silber und Rose Spiegel sie dort abzuholen.
Walter und Emma Giannini hatten bewusst kein Geld bei sich, um im Ernstfall glaubhaft vortäuschen zu können, sie befänden sich auf einem Tagesausflug mit ihren vermeintlichen zwei Kindern. Emmas Vater musste deshalb Geld nach Genf schicken, damit sie die Reise nach Zürich fortsetzen konnten. Mit dem Zug fuhren sie nach Zollikon im Kanton Zürich, wo Emmas Cousin, Ernst Ulrich, das Restaurant und Gasthaus zur Höhe besaß. Für einige Tage durften Berthe Silber und Rose Spiegel dort logieren.
Nach wenigen Tagen führten Berthe Silber und Rose Spiegel ihre Reise nach Basel fort, wo sie bei den Eltern von Frau Jecklin, der damaligen Direktorin des Kinderheims in Faverges, aufgenommen wurden. Nach drei Wochen wurden sie in ein jüdisches Waisenhaus in Basel verwiesen.
Emma Aeppli gebar kurz nach der Rettungsaktion ein Kind. Es verstarb im Wochenbett.